# Доменіко Мордіні
Доменіко Мордіні (італ. Domenico Mordini, 7 квітня 1898 — 12 березня 1948) — італійський яхтсмен.
Олімпійський чемпіон 1936 року в класі 8 метрів.